# Райське (Ліський повіт)
Райське (пол. Rajskie) — давнє лемківське село в Польщі, у гміні Солина Ліського повіту Підкарпатського воєводства. Розташоване на Закерзонні на лівому березі Сяну. Село є осередком солтиства Райське. Населення — 39 осіб (2011).

## Історія

Апсида греко-католицької церкви cв. Параскеви
спорудженої у 1872-75 рр., зруйнованої у 1980 р.

Вперше згадується в драматичній історії часів інквізиції — в рішенні земського суду 1425 р. про заборону католику Яну з Райського жити з некатоличкою Тетяною Волошкою під загрозою спалення. Село було у шляхетській власності — Кмітів на волоському праві. Після набігу татарів у 1672 р. село спалене (за винятком 4 хат), а жителі забрані в ясир. До 1772 р. село знаходилося в Сяноцькій землі Руського воєводства. 
У 1772—1918 рр. село було у складі Австро-Угорської монархії, у провінції Королівство Галичини та Володимирії. В 1816 р. проведено військовий перепис, з якого довідуємось про 72 будинки, у яких проживало 145 родин (з них 1 священика, 2 шляхти i 1 урядника). На 61 здатного до військової служби селянина було 50 зовсім непридатних, 2 частково придатних, 4 тимчасово звільнених, 1 удівець із дітьми без опіки. Нікого з селян не призвано до військової служби, а 1 селянина мобілізовано для транспортних послуг. Із загального числа 463 мешканців села було 235 жінок і дівчат, 105 одружених чоловіків, 123 неодружених або вдівців, 29 хлопців віком 15—17 років і 76 хлопців до 14 років. З живності занотовано: 82 воли, 56 корів, 7 овець і тільки 5 коней (з них 2 звалашені та 3 кобили). В 1863 р. священик Кирило Чайковський у церкві освятив для Січневого повстання полякам штандарти і зброю, за що відбув 6 тижнів ув’язнення в Сяніку. В 1870 р. власниця фільварку графиня Уршуля Ґолеєвська заклала копальні нафти. В 1891 р. графиня померла, не залишивши нащадків і заповівши маєток жіночому римо-католицькому монастирю. В жовтні 1914 р. російські війська зайняли село, але наприкінці лютого 1915 р. елітарні австрійські батальйони цісарських стрільців вибили росіян і відбили контратаку козачої кавалерії.
В 1919—1939 рр. входило до Ліського повіту Львівського воєводства (у 1934—1939 рр. входило до ґміни Вовковия). В 1939 р. німецько-радянський кордон відділив від села правобережну частину, звану Суха Річка, яка в 1940—1951 рр. належала до Нижньо-Устрицького району Дрогобицької області. В 1941-1942 рр. німці винищили євреїв.
19 вересня 1944 р. село зайняла радянська 237-ма стрілецька дивізія (командир полковник М. Тетенко) 30-го стрілецького корпусу (командир генерал-майор Г. Влазько) 1-ї гвардійської армії (командир генерал-полковник А. Гречко) 4-го Українського фронту (генерал-полковник Л. Мехліс). Німецька 168-ма піхотна дивізія провела контратаку, але 23 вересня знову була витіснена з села. Замість монашок у колишньому фільварку розмістився пост міліції, яку змінило Польське військо. У 1944—1946 рр. українці захищалися проти польського терору при підтримці відділів УПА. Населення навесні 1946 р. депортоване Польським військом до СРСР, а порожні 130 осель задля недопущення вселення поляків спалила 24 травня чота 507 сотні Ударники-3. Уцілілі жителі, а також ті, яким вдалося повернутися в рідне село, наприкінці квітня 1947 р. під час операції «Вісла» гнані Польським військом пішки до станції Лісько-Лукавиця, звідки депортовано до Ґрифицького повіту, Пустова і Реваля Ольштинського повіту.
Після виселення українців в селі організовано держгосп, працівники якого проживали у приміщенні колишнього фільварку. 1 січня 1954 р. внаслідок гучного святкування вони спалили будинок.
У 1975-1998 роках село належало до Кросненського воєводства.

## Демографія
Демографічна структура станом на 31 березня 2011 року:
|          | Загалом | Допрацездатний вік | Працездатний вік | Постпрацездатний вік |
| -------- | ------- | ------------------ | ---------------- | -------------------- |
| Чоловіки | 22      | 2                  | 19               | 1                    |
| Жінки    | 17      | 2                  | 11               | 4                    |
| Разом    | 39      | 4                  | 30               | 5                    |

- 1895 — у 93 житлових будинках проживало 614 осіб (568 грекокатоликів, 16 римокатоликів, 46 юдеїв)
- 1921 — у 126 житлових будинках проживало 796 осіб (681 грекокатолик, 6 римокатоликів, 82 юдеї)
- 1939 — проживало 1180 мешканців, з них 1100 українців-грекокатоликів, 10 українців-римокатоликів, 30 поляків, 40 євреїв[3]
- 1991 — 204 особи
- 2004 — 238 осіб

## Церква
У 1493 р. згадується в селі піп Батько. На початку XVIII ст. була дерев’яна греко-католицька парафіяльна церква Преп. Мучениці Параскеви. В 1875 р. збудована нова мурована церква Преп. М. Параскеви, входила до Лютовиського деканату Перемишльської єпархії УГКЦ, до парафії також належали села Городок і Студене. У 1944 році була частково пошкоджена у ході воєнних дій. Після виселення українців у церкві влаштували кошару, а 24.03.1980 р. церква підірвана таємною поліцією.